# Cyproniscus octospinosus
Cyproniscus octospinosus là một loài chân đều trong họ Cyproniscidae. Loài này được Menzies & George miêu tả khoa học năm 1972.